# Индиапоран
Индиапоран (порт. Indiaporã) — муниципалитет в Бразилии, входит в штат Сан-Паулу. Составная часть мезорегиона Сан-Жозе-ду-Риу-Прету. Входит в экономико-статистический микрорегион Фернандополис. Население составляет 3534 человека на 2006 год. Занимает площадь 279,466 км². Плотность населения — 12,6 чел./км².

## Статистика
- Валовой внутренний продукт на 2003 составляет 41.275.988,00 реалов (данные: Бразильский институт географии и статистики).
- Валовой внутренний продукт на душу населения на 2003 составляет 10.936,93 реалов (данные: Бразильский институт географии и статистики).
- Индекс развития человеческого потенциала на 2000 составляет 0,772 (данные: Программа развития ООН).